# 会泽文庙
会泽文庙，即东川府文庙，位于云南省曲靖市会泽县古城街道堂琅社区灵璧路会泽一中内，始建于清康熙六十年（1721年）。现存大成殿、崇圣祠、文昌阁、魁星阁。大成殿坐南向北，五开间，单檐歇山顶建筑:105-107。2012年1月7日公布为第七批云南省文物保护单位。